# جورجیا بونورا

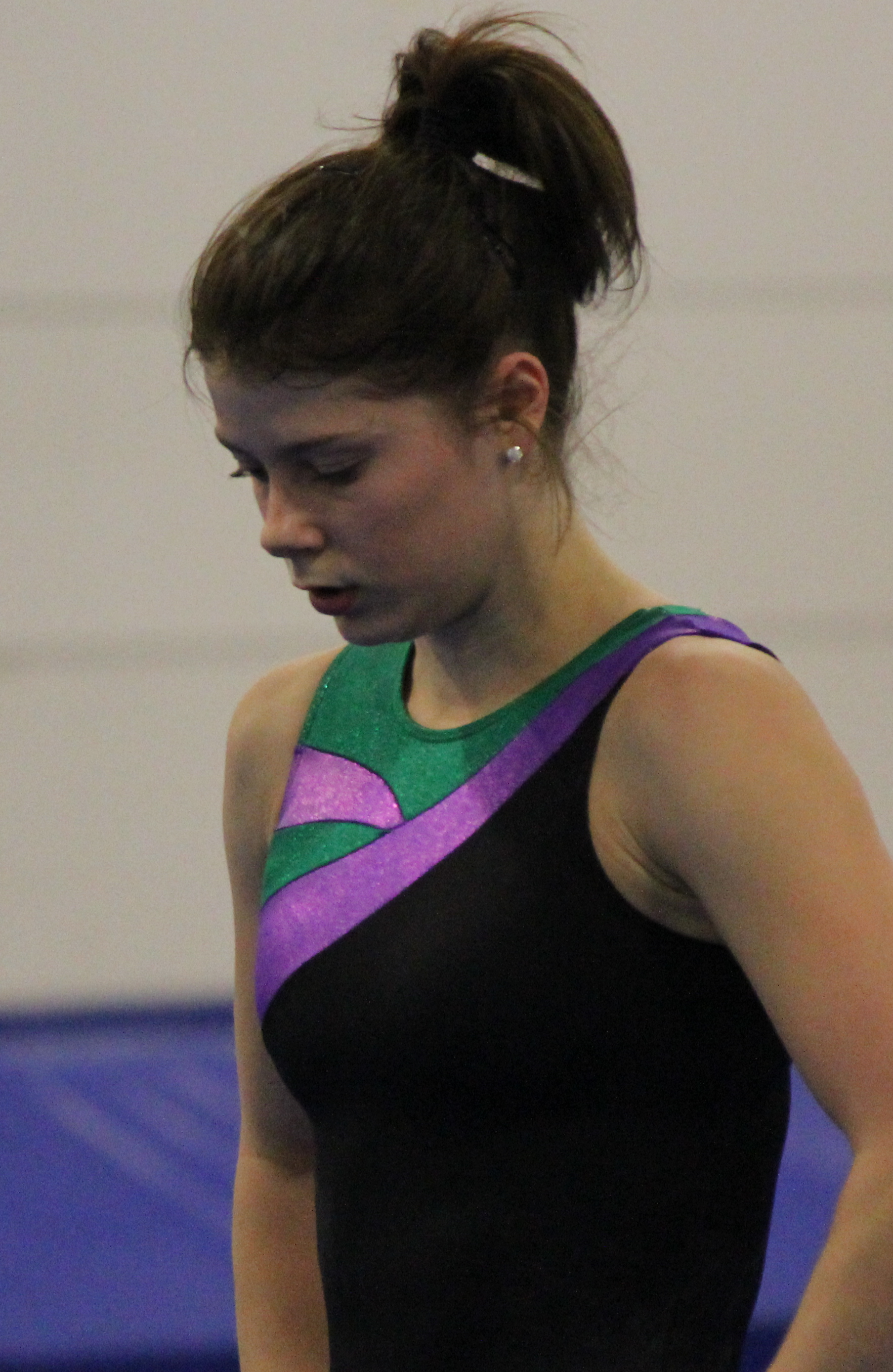
بونورا در سال ۲۰۱۲

جورجیا بونورا (به انگلیسی: Georgia Bonora) ژیمناست زادهٔ ۱۹ مهٔ ۱۹۹۰ میلادی اهل کشور استرالیا است.